# Rito de Memphis Misraim en Argentina
El Rito de Memphis Misraim, llamado también Rito de Memphis y Mizraím, o también para algunos Rito Egipcio y Judaico, pasó en la República Argentina por dos momentos históricos muy bien diferenciados y separados en el tiempo por unos cuarenta años sin actividad conocida.
Las distintas rupturas y divisiones que sufrió la Francmasonería a través de su historia en el mundo, afectaron directamente a las organizaciones másonicas (llamadas Obediencias)  instaladas en Territorio Argentino. En el caso de los Ritos de Memphis, de Mizraím y de Memphis Misraim, esas rupturas han causado la pérdida de documentos y registros, por lo cual en la actualidad no se cuenta con un listado oficial y fidedigno de quienes fueron los líderes mundiales del movimiento en las distintas etapas de su evolución histórica.
Sin embargo, teniendo en cuenta que la Masonería es una sociedad de tipo iniciático cuya enseñanza se transmite a través de un sistema organizado de símbolos, y no mediante una doctrina escrita, la falta de documentos no constituye una cuestión central, en lo que a la enseñanza se refiere, aunque sí crea problemas al historiador para fijar una secuencia cronológica de hechos.
Cabe señalar, tratándose de la historia del rito en la Argentina, que uno de los Grandes Hierofantes Mundiales y suprema autoridad del rito, Guerino Troilo, fue de nacionalidad argentina; aunque no todas las líneas de Memphis Misraim de ese país reconocen a Troilo su autoridad y grado.

## El primer momento histórico
Algunas versiones sostienen que este rito habría comenzado a practicarse en Argentina en el siglo XIX, en la época en que su - supuesto - fundador, el italiano Giuseppe Garibaldi, luchó en América del Sur. También existen versiones que sostiene que Justo José de Urquiza fue uno de los primeros masones memphitas de Argentina, antes de ser afiliado al Rito Escocés Antiguo y Aceptado.
Ya entrado el siglo XX, el abogado e investigador Guerino Troilo consiguió una Carta Patente para trabajar en forma regular en Argentina con el reconocimiento de ciertas autoridades internacionales del rito Memphis - Misraim. Tal reconocimiento le fue concedido, en 1905, por el denominado Gran Consejo General del Rito de Memphis Misraim, establecido por aquel entonces en Nápoles.
Desde ese momento, el centro de las actividades del rito quedó establecido en Rosario, Provincia de Santa Fe, bajo el nombre de Gran Consejo General y Gran Oriente del Antiguo y Primitivo Rito Oriental de Memphis - Misraim.
En el año 1929 la Masonería Simbólica de Memphis Misraim edita en sus propias imprentas los primeros documentos del rito, conocidos por sus miembros como 'rituales de primero y segundo grados', y a la vez se erige la confederación local de grupos del rito (llamados Logias o Talleres) en la denominada Gran Logia Simbólica de la Provincia de Santa Fe.
En ese momento, para algunos masones del rito, la máxima autoridad mundial de Memphis Misraim era el denominado 'Gran hierofante mundial' Armando Rombauts, de Bélgica. Mientras que Guerino Troilo ostentaba ya el grado 97.º y se perfilaba como su sucesor.
Dicha sucesión ocurrió en 1936, año en el cual el mismo Rombauts promueve a Troilo al Grado 98.º y lo declara su sucesor otorgándole el título de 'Gran Hierofante Mundial y Suprema Autoridad de la Orden del Rito de Memphis Misraim'.
Así, el gran hierofante mundial Guerino Troilo asume la presidencia absoluta del Rito, en representación de su país (la Argentina) y de la Federación Universal de Órdenes y Sociedades Iniciáticas (FUDOSI), por un período que iba a extenderse por diez años, hasta 1946. Pero Troilo fallece en octubre de 1940, y la dificultad de las comunicaciones internacionales en plena Guerra Mundial hizo que lentamente sus sucesores argentinos perdieran contacto con Europa, y la Orden se debilitara.

### La Orden se silencia
Al momento de la muerte de Guerino Troilo, en Argentina funcionaban once logias que dependían de la Gran Logia Provincial de Santa Fe. Dichas logias practicaban un rito masculino y no aceptaban la existencia de logias femeninas. Dos de dichas logias, a pesar de cobijarse bajo la Gran Logia Provincial, practicaban otro rito masónico llamado  Rito Escocés Antiguo y Aceptado.
Por otra parte, bajo el llamado rito de adopción (es decir, como masones integrados de modo indirecto a la Gran Logia) funcionaba la logia femenina Hijas de la Unión, y fue su primera Venerable Maestra Catalina Ramis.
Después de la muerte de Troilo se intentaron estrechar vínculos con otra organización denominada el Gran Oriente Federal Argentino. Pero según las propias publicaciones de la Orden en la Revista El Nivel, los herederos del rito se sintieron acéfalos, al faltarles su líder, y cesaron en sus actividades.
La Gran Logia Provincial de Santa Fe realizó su última tenida el 2 de agosto de 1944, con el carácter de extraordinaria, y declarando “en sueños” (es decir, pasando a la inactividad) al rito de Memphis Misraim en la República Argentina.
Gran parte de los documentos y la biblioteca de la Gran Logia Provincial se donó a la Gran Logia Argentina de Libres y Aceptados Masones, y otros documentos quedaron en manos de Guerino Troilo Ordóñez, nieto del ex Gran Hierofante Guerino Troilo.
Ese fue el final del primer momento histórico del Rito.

## El segundo momento histórico
Entre los años 1976 y 1983, durante el llamado Proceso de Reorganización Nacional que gobernó Argentina entre 1976 y 1983, el temor a la persecución oficial hizo que dentro de la Francmasonería se verificaran múltiples deserciones y alejamiento de miembros que pasaban a la inactividad.
La provincia de Córdoba no fue ajena a esta situación, de modo que en 1983 (al final de la dictadura), quedaban pocos miembros trabajando en Masonería. Esto produjo la apertura de la masonería al ingreso de miembros femeninos, a fin de renovar sus cuadros y aumentar el número de masones activos en las logias.
Las primeras iniciaciones femeninas se producen en 1983, en la sede de la Masonería del Rito Escocés, sita en Igualdad 80 de Córdoba Capital.
A fines de 1983 arriba a la Argentina después de realizar una gira fraternal por Chile el H∴ Juan Carlos Caminatta (J∴ de M∴), destacado esoterista e investigador argentino (iniciado en el Rito de Memphis Misraim Soberano Santuario para Chile y América Latina, y en la Gran Logia Martinista de filiación rusa, con Zenith en Santiago de Chile), trayendo consigo la documentación y las intenciones para iniciar las actividades en el país.
Estas intenciones se frustran abruptamente porque el H∴ Caminatta abandona la empresa, afirmando haber descubierto por casualidad una “filiación tradicional primordial y activa” entre los mapuches (indígenas de la Patagonia argentino-chilena). A lo que se suma que los hermanos Zapata, quienes lo habían acompañado en su misión en Chile y se encontraban cualificados para continuar con el emprendimiento, deciden entrar en sueños.
Es precisamente en ese momento, antes de que el H∴ Caminatta parta definitivamente hacia su retiro entre los aborígenes, que lo contactan en Buenos Aires los HH∴ Jorge Ferro y Carlos Raitzin, quienes lo conocían gracias a la revista “El Ocultista” que publicaba el H∴ Caminatta bajo el nombre “Fr. Theophilus de Montsalvat”.
Los HH∴ Ferro y Raitzin trataron sin éxito de disuadir al H∴ Caminatta de su propósito, insistiendo en que continuara con el proyecto inicial. Ante su indeclinable negativa es que los HH∴ le solicitan que los ponga en contacto con los Il∴ HH∴ Neftalí Molina Riquelme 33.º-66.º-90.º-97.º y Harrison López Grossling.
Carlos Raitzin y Jorge Ferro, miembros del Rito Escocés, se separan del mismo y establecen contactos con el Soberano Santuario de Chile del Rito de Memphis. Sus inquietudes llegan a buen puerto en 1986, cuando Raitzin y Ferro obtienen una Carta Patente para trabajar en Argentina, de manos del Gran Conservador General para Chile y Latinoamérica, Neftalí Molina Riquelme.
En 1987 Jorge Francisco Ferro se aleja de la Orden de Memphis para pasar a adherir a la Orden Martinista. Y más tarde se convierte en la cabeza visible del movimiento llamado Orden Real de Heredom de Kilwinning.
Mientras en Buenos Aires ocurrían estas cambios, en la Ciudad de Córdoba se trabajaba de la mano de Enrique Morra, en lo que fue la primera logia del Rito en su segundo período histórico: la logia Fuerza y Armonía N.º 1.
Promediando la década de 1990, algunos masones habían tomado contacto con Carmen Daester, una hermana de nacionalidad suiza por entonces residente en Tucumán, a quien se le otorgaron altos grados con la finalidad de que les tramitara una Patente masónica en Francia.

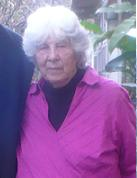
Carmen Daester Suprema autoridad de la Gran Logia Femenina.

Carmen Daester volvió de Europa con una Carta Patente, que la convirtió en la suprema autoridad de la Gran Logia femenina de Memphis Misraim en Argentina, cargo que ocupa hasta el presente.
Pero los rituales de Daester eran solamente femeninos, y los hermanos de Córdoba se inclinaban a trabajar en una masonería mixta. Por lo cual el rito Memphis Misraim queda dividido en una rama mixta y otra enteramente femenina. Cada una de las cuales reivindicaba su propia legitimidad y negaba el carácter de autoridad vinculante a la otra.
Luego de estos sucesos, los grupos de Córdoba continuaron buscando apoyo internacional e hicieron pactos de amistad con el Gran Oriente Latinoamericano (GOLA), mientras al mismo tiempo se mantenía un fluido contacto con Carlos Raitzin en Buenos Aires.
En el año 1997 es Raitzin el que se aleja de la Orden. Lo cual trajo como consecuencia un nuevo reordenamiento de autoridades y filiaciones.
Los masones de Buenos Aires estaban afiliados al Rito de Memphis y los masones de Córdoba trabajaban en forma autónoma, en la masonería mixta. Ambos grupos buscaron una conexión internacional que los reconociera y les permitiera trabajar dentro del marco de una línea unificada para evitar el aislamiento local.
Pocos meses después de la salida de Carlos Raitzin, en el mismo año 1997 y con la iniciativa de Efraín Oscar Schmied, se erige la denominada Logia Ptah en la ciudad de Buenos Aires, que continúa en actividad hasta el presente.

### Nuevas vicisitudes
En julio de 1998, una comitiva mixta de siete masones de Córdoba son recibidos en Porto Alegre (Brasil), por una Organización llamada Memphis Misraim Coordinación Internacional, que adopta bajo su tutela al Movimiento de Argentina.
La comitiva argentina que viajó a Brasil, era portadora de una Carta Patente aparentemente firmada por Efraín Oscar Schmied, declarando a Enrique Morra el sucesor natural de Guerino Troilo en Argentina.
Transcurrido un tiempo de observación y seguimiento por parte del Soberano Santuario de esta Organización llamada Coordinación Internacional, en enero del año 2000 una nueva comitiva se presenta ante las autoridades brasileñas, y en ese momento son ascendidos los grados de quienes formarían el Soberano Santuario Nacional de Argentina.
A partir de entonces, se considera constituido en Argentina el Rito de Memphis Misraim mixto, recordemos que anteriormente la masonería mixta trabajaba en forma autónoma y aún buscaba reconocimiento internacional.
También seguía en actividad la Gran Logia exclusivamente femenina.
A cargo de la presidencia del Soberano Santuario Nacional de Memphis Misraim Coordinación Internacional quedó Enrique Morra, quien había sido uno de los promotores del movimiento.
En el año 2005 presenta Morra su renuncia a la Obediencia, y algún tiempo después pasa a trabajar en el Gran Oriente de la Francmasonería Universal (GOFMU), volviendo a sus fuentes del Rito Escocés Antiguo y Aceptado.
En el cargo fue instituido entonces quien hasta ese momento era el vicepresidente, Aldo Guastella, el cual a partir de 2005 permanece como líder de esa rama de Memphis Misraim en la República Argentina, presidiendo desde la ciudad de Córdoba el órgano máximo que es el Soberano Santuario.
La sede administrativa de la Gran Logia simbólica del rito funciona en Buenos Aires, y esta línea pertenecen logias de Buenos Aires, Mar del Plata y Santa Fe.
La masonería específicamente femenina, continuaba en actividad. La Carta patente obtenida por Carmen Daester en Francia, a partir del 24 de septiembre de 1996 la autorizó a funcionar en Argentina con el nombre de Gran Logia Femenina de Memphis Misraim, y obtuvo el reconocimiento directo del Soberano Santuario Internacional Femenino con asiento en París. La sede principal de esta Obediencia funciona en Tucumán y suscribe a la Confederación Interamericana de Masonería Simbólica (CIMAS).

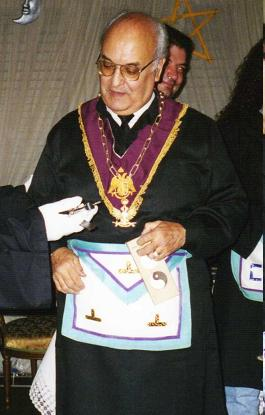
Enrique Arturo Morra

Por otra parte, desde el año 2003 funciona en Argentina una Masonería Egipcia del Antiguo y primitivo Rito de Memphis-Misraïm (M.E.A.P.R.M.M.) cuya autoridad máxima nacional es detentada por Eduardo Mestre y Claudio Martínez. Esta organización manifiesta públicamente que sus máximas autoridades a nivel mundial son Frank G. Ripel y Licio Gelli. Funciona también en el país, una filial de la Orden Masónica Internacional del Rito Antiguo y Primitivo de Memphis-Misraïm, cuyo Gran Oriente internacional se encuentra en Bélgica.
Existe además una Logia madre llamada "Los Discípulos de Pitágoras", con sede en Buenos Aires, que trabaja junto a un Gran Consistorio, un Senado, un Capítulo y una Logia de Perfección.
La logia "Los Discípulos de Pitágoras", fue fundada entre otros por Alejandro Silvani Costa (un investigador argentino del Rito de Memphis Misraim, que con anterioridad se había desempeñado en Memphis-Misraim Coordinación Internacional), está afiliada al Soberano Santuario latinoamericano de los Ritos Egipcios de Menfis Misraim con sede en Santiago de Chile.
A partir del año 2011 existe en Argentina un Soberano Santuario de los Ritos Unidos de Memphis & Misraim, con Carta Patente otorgada desde Francia por el Gran Maestro mundial Joseph Castelli, Presidente del Soberano Santuario Internacional de los ritos unidos de Memphis & Misraim.
La legitimidad de los distintos grupos de este rito, es motivo de controversia entre los mismos masones, puesto que todos los grupos reivindican un reconocimiento internacional que avala su "regularidad tradicional", pero a la vez no todos reconocen la "regularidad" de los restantes grupos.

## Los Grados masónicos en Argentina
Los grados masónicos conforman la jerarquía dentro de cada obediencia. Y en este sentido el rito de Memphis Misraim presenta una situación tan compleja como su historia.
El 10 de abril de 1987, Gérard Kloppel en persona inscribió la Orden Internacional del Rito Antiguo y Primitivo de Memphis-Misraim, en el Instituto Nacional de la Propiedad Intelectual de Francia (IMPI).
El 24 de enero de 1998, los cuatro masones que constituían la mano derecha del Gran Hierofante mundial, forman su propia Obediencia, llamada Gran Logia Simbólica de Francia. Ellos eran Georges Vielledent, Richard Gaillard, Bruno Vosjisky y Alain Dumaine, quedando el primero como Gran Maestro mundial.
Mientras tanto la Justicia francesa estudiaba la disolución de la Gran Logia Simbólica de Francia, cuya autoridad seguía a cargo de Kloppel, hecho que finalmente es decidido por el Poder Judicial. Aunque la decisión de la justicia francesa carece de significación masónica, constituye un elemento más dentro de la compleja historia del rito.
En marzo de 1998 se reunía en Lyon el Soberano Santuario Internacional de la Orden Internacional del Rito Antiguo y Primitivo de Memphis-Misraim, decidiendo que el sucesor de Kloppel sería Cheyckna Silla, para lo cual en ese momento se lo reconoció oficialmente como Gran Maestro mundial sustituto.
El siguiente Gran Maestro mundial, reconocido y nombrado por Kloppel con sustento en documentos públicos, es Michel Gaudart de Soulages quien se mantiene en el cargo hasta la actualidad.
Para ordenar el panorama de lo ocurrido en Argentina con respecto a este rito masónico, tenemos que:
- La Organización llamada Memphis-Misraim Coordinación Internacional, sería un derivado de la Gran Logia Simbólica de Francia de Vielledent, que posteriormente tendría a Alain Dumaine como Gran Maestro mundial.
- Existe un Soberano Santuario de la Argentina de los Ritos Unidos de Memphis & Misraim, creado por el Gran Maestro mundial Joseph Castelli.
- Existe también la llamada Masonería Egipcia del Antiguo y primitivo Rito de Memphis-Misraïm (M.E.A.P.R.M.M.).
- La logia "Discípulos de Pitágoras" funciona junto a otras logias de altos grados, dependiendo del Soberano Santuario Latinoamericano que tiene sede en Chile, cuyo Gran Maestro es César Sepúlveda Muñóz.
- Tenemos finalmente la Gran Logia Femenina de Memphis Misraim (con sede en Tucumán), autorizada por el Soberano Santuario Femenino de Francia, el cual goza de regularidad e independencia desde 1984 cuando así lo dispuso Robert Ambelain.
Pero como los criterios de legitimidad, no son consensuados por todos los masones del rito, el observador exterior no tiene un panorama claro que le permita discernir acerca de cuales organizaciones y logias son regulares, y que número de grados debe ser considerado como propio del rito de Memphis Misraim.

### Los Grados masónicos en el mundo
Cuando en 1934, Guerino Troilo es nombrado Gran Hierofante Mundial, su predecesor Armando Rombauts le otorga el grado 98°. Pero ocurre que Rombauts ostentaba el grado 99°, al que había sido exaltado por Harvey Spencer Lewis, fundador de AMORC.
En el segundo momento histórico que vivió el rito en Argentina, la rama mixta pasó a depender de Memphis Misraim Coordinación Internacional, en donde su máxima autoridad mundial desde el año 2004, Alain Dumaine, ostenta el grado 96°.
La razón de las diferencias en cuanto a la cantidad de grados máximos a que se puede aspirar dentro de estas organizaciones, la encontramos en la historia reciente de Memphis Misraim en el mundo, lo que a la vez nos explica también la razón de tal profusión de grados masónicos.
Según dice la página web de Memphis Misraim Coordinación Internacional, el General Giuseppe Garibaldi habría preparado en 1881 la fusión de los ritos de Misraim y de Memphis, pero esta fusión se haría efectiva más adelante.
Recién entre 1910 y 1920 se comenzó a trabajar con ambos ritos fusionados y es entonces que debemos remitirnos a la cantidad de grados masónicos originales, de cada uno de ellos.
El Rito de Memphis, creado por Samuel Honis y Marconis de Negre entre las postrimerías del siglo XVIII y los albores del siglo XIX, comenzó con 90 Grados (3 veces 3 es igual a 9, más el cero que es lo incognoscible), para luego ascender a 92 Grados, 95 Grados y llegar a 96 Grados al finalizar el siglo XIX.
En 1910 John Yarker se proclama a sí mismo como Gran Hierofante Mundial, creando el grado 97, como grado supremo y unipersonal.
El Rito de Misraim, creado -- según algunos, recuperado -- por Marc Bedarride con algunas influencias de Cagliostro, en una clara alusión al ángulo recto de la escuadra siempre tuvo 90 Grados.
Cuando en 1924 Jean Bricaud es elegido Gran Hierofante Mundial, los ritos fusionados de Memphis y de Misraim se empiezan a trabajar como un rito unificado en forma oficial. Esta fusión oficial nace con un rito de 96 grados masónicos.
En 1934, Guerino Troilo promueve la realización en Bélgica del Primer Congreso Internacional Masónico de Memphis y Misraim, creándose allí los grados siguientes hasta el 99°.
Al presente existen Obediencias que hoy continúan con 96° y otras llevaron sus grados hasta el 99°.
Por otro lado, a partir de 1999, el Gran Oriente de Francia (GODF) integró al Rito de Memphis Misraim con un sistema de 33° altos grados, en lugar de 96° o 99°.
Históricamente, hubo casos en que por causas diversas la transmisión del grado supremo no había llegado a realizarse, y los hierofantes se impusieron ellos mismos el grado máximo. Ejemplos conocidos son el ya mencionado de John Yarker, y el del historiador e investigador Robert Ambelain, autoproclamado Grado 99°.

## La lista de los Grandes Hierofantes Mundiales
Debido a los desacuerdos de los masones acerca de la legitimidad de los diversos grupos que operan bajo el rito de Memphis Misraim, los nombres que detentaron el cargo máximo mundial dentro del rito también generan desavenencias. Por eso, del listado siguiente algunas autoridades son reivindicadas por todos los masones del rito, y otras autoridades solo son reconocidas por algunas obediencias y logias. En la lista figuran tanto los Grandes Maestros mundiales, como los Grandes Hierofantes mundiales, algunos de los cuales permanecen en funciones en la actualidad.
Giuseppe Garibaldi
Más allá de las discusiones entre los diversos grupos acerca de la legitimidad de cada uno de ellos, y del reconocimiento internacional obtenido en cada caso, puede decirse que, todas las agrupaciones del rito reivindican una línea sucesoria derivada de algún Gran Hierofante y de los líderes mundiales.
Cabe señalar que en los dos momentos históricos que se han definido, existieron y existen otras organizaciones que reclaman su pertenencia al rito de Memphis Misraim, que también forman parte de la Historia de la Orden.